# Reinhold Hintermaier
Reinhold Hintermaier (né le 14 février 1956 à Altheim en Autriche) est un joueur de football autrichien.

## Palmarès
- Championnat d'Autriche (1) :
  - Vainqueur : 1974